# 笑ふ街
『笑ふ街』（わらうまち）は1932年に日本で制作されたサイレント映画。東活映画社製作。

## スタッフ
- 監督 : 大江秀夫
- 脚本 : 山本三八
- 原作 : 秦賢助
- 撮影 : 本田戒一郎

## キャスト
- 大井正夫
- 青木繁
- 光華子